# جان ميشيل باسكيات
كان جان ميشيل باسكيات (22 ديسمبر 1960- 12 آب 1988) فنانًا أمريكيًا من أصل هاييتي وبورتوريكي. حقق باسكيات شهرته باعتباره جزءًا من سيم- أو (إس إيه إم أو)، وهو ثنائي كتب إبيجراما غامضة في البؤرة الثقافية للجانب الشرقي السفلي من مانهاتن خلال أواخر السبعينيات من القرن العشرين، حيث اندمج الراب وموسيقى البانك وفن الشارع في ثقافة موسيقى الهيب هوب المبكرة. عُرضت لوحاته التعبيرية الجديدة في صالات العرض والمتاحف على الصعيد الدولي. عقد متحف ويتني للفن الأمريكي عرضًا استعاديًا لفنه في عام 1992.
ركز فن باسكيات على الانقسامات مثل الثروة مقابل الفقر والتكامل مقابل الفصل والتجربة الداخلية مقابل الخارجية خصص الشعر والرسم والفن التشكيلي،  وزاوج بين النص والصورة والتجريد والتشكيل والمعلومات التاريخية الممزوجة بالنقد المعاصر.
استخدم باسكيات التعليق الاجتماعي في لوحاته كأداة للتأمل والتعريف بخبراته في المجتمع الأسود في عصره، وكذلك الهجمات على هياكل السلطة وأنظمة العنصرية. كانت شاعرية باسكيات البصرية سياسية ومباشرة في انتقادها للاستعمارية ودعم الصراع الطبقي. مات باسكيات بسبب جرعة زائدة من الهيروين في مرسمه في سن 27. سجلت لوحته من عام 1982 في 18 مايو من عام 2017 خلال مزاد سوذبيز، والتي كانت تصور جمجمة سوداء مع تشطيبات باللونين الأحمر والأسود (بدون عنوان)، رقمًا قياسيًا بالنسبة لأي فنان أمريكي في المزاد، وبيعت مقابل 110.5 مليون دولار.

## سيرته الشخصية

### النشأة: 1960- 1975
ولد جان ميشيل باسكيات في بروكلين، نيويورك في 22 ديسمبر من عام 1960، بعد وقت قصير من وفاة شقيقه الأكبر، ماكس. كان الثاني من بين أربعة أطفال لماتيلد باسكيات (عائلتها قبل الزواج أندراديس) (28 يوليو عام 1934- 17 نوفمبر 2008) وجيرارد باسكيات (1930- 7 يوليو من عام 2013)، كان لدى جان شقيقتان صغيرتان، ليزان ولدت عام 1964 وجينين المولودة عام 1967.
ولد جيرارد باسكيات في بورت أو برانس، هايتي بينما ولدت ماتيلد باسكيات التي كانت من أصل بورتوريكي في بروكلين، نيويورك. غرست ماتيلد حب الفن لدى ابنها الصغير باصطحابها له إلى متاحف الفن في مانهاتن وتسجيله كعضو صغير في متحف بروكلين للفنون. كان باسكيات طفلًا مبكر النضوج تعلم القراءة والكتابة في سن الرابعة وكان فنانًا موهوبًا. لاحظ معلموه، بما في ذلك الفنان خوسيه ماتشادو، قدراته الفنية، وشجعت والدته موهبته في الفن. عندما بلغ عامه الحادي عشر، كان باسكيات يجيد اللغة الفرنسية والإسبانية والإنجليزية بطلاقة. التحق باسكيات بمدرسة سانت آن في عام 1967، وهي مدرسة خاصة حصرية موجهة للفنون، حيث التقى بصديقه مارك بروزو، وألّفا معًا كتابًا للأطفال، كتبه باسكيات ورسم بروزو صوره. أصبح باسكيات قارئًا نهمًا للنصوص الإسبانية والفرنسية والإنجليزية ورياضيًا جيدًا ينافس في سباقات الجري.
في سبتمبر من عام 1968، عندما كان في السابعة من عمره، صدمت باسكيات سيارة في أثناء لعبه في الشارع. كُسرت ذراعه وأُصيب بجروح داخلية ما أدى في نهاية الأمر لاستئصال طحاله. أحضرت له والدته نسخة من غرايز أناتومي بينما كان يتعافى من إصاباته لإبقائه مشغولًا. أثر هذا الكتاب في نظرته الفنية المستقبلية. انفصل والداه في نفس السنة، وعاش مع أختيه برعاية والده. أقامت الأسرة في بوروم هيل، بروكلين لخمس سنوات ثم انتقلت إلى سان خوان، بورتوريكو في عام 1974 حيث درس باسكيات في مدرسة سانت جون في كوندادو، ثم عادت بعد عامين إلى مدينة نيويورك.:39
عندما كان في الثالثة عشرة من عمره دخلت والدته مصحًا عقليًا، ثم أمضت حياتها تتنقل بين المصحات العقلية. هرب باسكيات من المنزل في عمر 15 سنة بسبب عدم استقرار والدته واضطرابات أسرته.:37 نام على مقاعد حديقة تومبكينز سكوير، ثم قُبض عليه وأُعيد إلى والده في ظرف أسبوع. انسحب باسكيات من مدرسة إدوارد .آر مورو الثانوية في الصف العاشر عندما كان عمره 17 عامًا. التحق بعدها بسيتي أز سكول، وهي مدرسة ثانوية بديلة في مانهاتن، وموطن للعديد من طلاب الفن الذين فشلوا في التعليم التقليدي. نفاه والده من المنزل بسبب انسحابه من المدرسة الثانوية، وبقي باسكيات مع الأصدقاء في بروكلين. أعال باسكيات نفسه ببيع قمصان وبطاقات بريدية محلية الصنع.

## روابط خارجية
- جان ميشيل باسكيات على موقع IMDb (الإنجليزية)
- جان ميشيل باسكيات على موقع الموسوعة البريطانية (الإنجليزية)
- جان ميشيل باسكيات على موقع ألو سيني (الفرنسية)
- جان ميشيل باسكيات على موقع ميوزك برينز (الإنجليزية)
- جان ميشيل باسكيات على موقع إن إن دي بي (الإنجليزية)
- جان ميشيل باسكيات على موقع أول ميوزيك (الإنجليزية)
- جان ميشيل باسكيات على موقع ديسكوغز (الإنجليزية)
- جان ميشيل باسكيات على موقع قاعدة بيانات الفيلم (الإنجليزية)
- جان ميشيل باسكيات على موقع كينوبويسك (الروسية)